# 西宮郵便局
西宮郵便局（にしのみやゆうびんきょく）は、兵庫県西宮市にある郵便局。民営化前の分類では集配普通郵便局であった。

## 概要
住所：〒662-8799 兵庫県西宮市和上町6-28

### 併設施設
- ゆうちょ銀行西宮店（大阪支店西宮出張所）：取扱店番号430250

## 沿革
- 1872年1月14日（明治4年12月5日） - 西ノ宮郵便取扱所として開設[1]。
- 1873年（明治6年） - 西ノ宮郵便役所となる[1]。
- 1875年（明治8年）1月1日 - 西ノ宮郵便局（四等）となる[1]。
- 1885年（明治18年）5月1日 - 貯金取扱を開始[1]。
- 1886年（明治19年）4月16日 - 為替取扱を開始[1]。
- 1893年（明治26年）1月16日 - 西ノ宮郵便電信局となる[1]。
- 1903年（明治36年）4月1日 - 通信官署官制の施行に伴い西ノ宮郵便局となる[1]。
- 19xx年 - 西宮郵便局に改称。
- 1944年（昭和19年）12月15日 - 郵便局で取扱う電話通話事務を除く電話事務を西宮電話局に移管[2]。
- 1966年（昭和41年）9月24日 - 電話通話事務および和文電報受付事務を開始[3]。
- 1994年（平成6年）7月1日 - 外国通貨の両替および旅行小切手の売買に関する業務取扱を開始。
- 2007年（平成19年）10月1日 - 民営化に伴い、併設された郵便事業西宮支店、ゆうちょ銀行西宮店に一部業務を移管。
- 2012年（平成24年）10月1日 - 日本郵便株式会社発足に伴い、郵便事業西宮支店を西宮郵便局に統合。

## 取扱内容

### 西宮郵便局
- 郵便、印紙、ゆうパック、内容証明
- 生命保険、バイク自賠責保険、自動車保険
- 地方公共団体事務（兵庫県住宅再建共済基金利用申込取次）
- 「662-00xx」「662-08xx」「662-09xx」区域（西宮市内の一部地域）の集配業務
- ゆうゆう窓口

### ゆうちょ銀行西宮店
- 貯金、貸付、為替、振替、振込、国際送金、外貨両替、国債、投資信託、変額年金保険
- ATM

## 風景印
- 図柄は夙川河川敷公園。局名表記は「西宮」
- 使用開始日は1992年5月1日

## 周辺
- 西宮市役所
- 西宮神社（西宮えびす）
- 兵庫県立西宮病院

## アクセス
- 阪神本線 西宮駅から徒歩約4分
- JR東海道本線（JR神戸線） さくら夙川駅から徒歩約9分
- 阪神バス 西宮戎停留所下車
- 阪神高速神戸線 西宮出入口から北東へ約800m
- 国道2号沿い
- 駐車場あり：5台